# أسطوانات وحيدة التأثير وثنائية التأثير

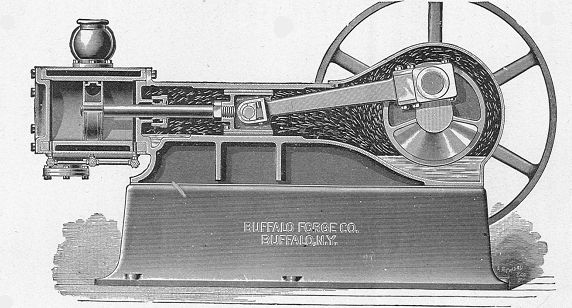

تصنف أسطوانات المحركات الترددية غالبًا وفق كونها أسطوانات وحيدة (أو أحادية) التأثير أو أسطوانات ثنائية التأثير، حسب كيفية تأثير المائع العامل على المكبس.

## وحيدة التأثير
الأسطوانة وحيدة التأثير في محرك ترددي هي أسطوانة يؤثر فيها المائع العامل على طرف واحد من المكبس وحسب. تعتمد الأسطوانة وحيدة التأثير على الحمل أو النوابض أو الأسطوانات الأخرى أو كمية حركة الحدافة، لدفع المكبس خلفًا إلى الاتجاه الآخر. توجد الأسطوانات وحيدة التأثير في معظم أنواع المحركات الترددية. تستخدم في كل محركات الاحتراق الداخلي تقريبًا (مثلًا: محركات البنزين والديزل) وهي مستخدمة أيضًا في العديد من محركات الاحتراق الخارجي كمحركات ستيرلينغ وبعض المحركات البخارية. توجد أيضًا في المضخات والدافعات الهيدروليكية.

## ثنائية التأثير
الأسطوانة ثنائية التأثير هي أسطوانة يتناوب فيها المائع العامل في التأثير على طرفي المكبس. لوصل المكبس في أسطوانة ثنائية التأثير مع آلية خارجية، كعمود المرفق، يجب توفير ثقب في أحد جانبي الأسطوانة لعصا المكبس، ويوضع حول هذه حلقة إحكام أو «صندوق حشوة» لمنع تسرب مائع التشغيل (المائع العامل). يشيع استخدام الأسطوانات ثنائية التأثير في المحركات البخارية ولكن استخدامها غير معتاد في باقي أنواع المحركات. تستخدمها العديد من الأسطوانات الهيدروليكية والنيوماتيكية عند الحاجة لإنتاج قوة في الاتجاهين. تمتلك الأسطوانة ثنائية التأثير مدخلًا في كل طرف، تزود من خلالها بالمائع الهيدروليكي لكل من سحب ودفع المكبس. تستخدم الأسطوانة ثنائية التأثير عند عدم توفر قوة خارجية لإرجاع المكبس أو يمكن استخدامها عند الحاجة إلى قوى كبيرة في كل من اتجاهي الانتقال.

## المحركات البخارية
تستخدم محركات البخار عادةً أسطوانات ثنائية التأثير. ولكن محركات البخار الأولى، كالمحركات الجوية وبعض محركات الجوائز كانت تستخدم أحادية التأثير. كانت هذه غالبًا تنقل القوة عبر الجائز عن طريق السلاسل و«رأس القوس»، إذ كان الأمر يتطلب شدًّا باتجاه واحد فقط.
بما أن هذه كانت تستخدم فقط في أعمدة الضخ في المناجم وكان عليها التأثير على حمل في اتجاه واحد، فقد بقيت تصاميم الأسطوانات أحادية التأثير تستخدم للعديد من السنوات. أتى الدافع الرئيسي باتجاه تطوير الأسطوانات ثنائية التأثير عندما كان يحاول جيمس واط تطوير محرك جائز دائري، يمكن استخدامه لقيادة آليات عبر عمود خرج. بمحرك ذي أسطوانة وحيدة، كانت الأسطوانة ثنائية التأثير تعطي خرج استطاعة أسلس. استخدم محرك الضغط المرتفع، كالذي طوره ريتشارد تريفثيك، مكابس ثنائية التأثير وأصبح النموذج المستخدم في معظم محركات البخار بعد ذلك.
استخدم بعض محركات البخار اللاحقة، محركات البخار مرتفعة السرعة، مكابس أحادية التأثير من تصميم جديد. أصبح رأس التوصيل جزءًا من المكبس، ولم يكن هناك أي عصا للمكبس. كان هذا لأسباب مشابهة لمحرك الاحتراق الداخلي، إذ سمح تجنب استخدام عصا المكبس وأساور إحكامها بنظام تشحيم علبة مرفقية أكثر فعالية.
تستخدم النماذج الصغيرة والألعاب عادةً أسطوانات أحادية التأثير للهدف السابق، وأيضًا لتخفيض التكاليف.

## محركات الاحتراق الداخلي
على النقيض من محركات البخار، استخدمت كل محركات الاحتراق الداخلي تقريبًا أسطوانات وحيدة التأثير.
مكابسها تكون عادةً طويلةً (بالنسبة لأقطارها)، حيث يكون بنز الكباس في قضيب التوصيل ضمن المكبس نفسه. يؤدي هذا إلى تجنب رأس التوصيل وعصا المكبس وسوار إحكامه، ولكنه أيضًا يجهل المكبس أحادي التأثير جوهريًّا تقريبًا. لهذا بدوره ميزة السماح بالوصول السهل إلى قاع المكبسة بالنسبة لزيت التشحيم، الذي يمتلك أيضًا دورًا هامًّا في التبريد. يؤدي هذا إلى تجنب الارتفاع الموضعي الزائد في الحرارة للمكبس والحلقات.